# Dick Maas

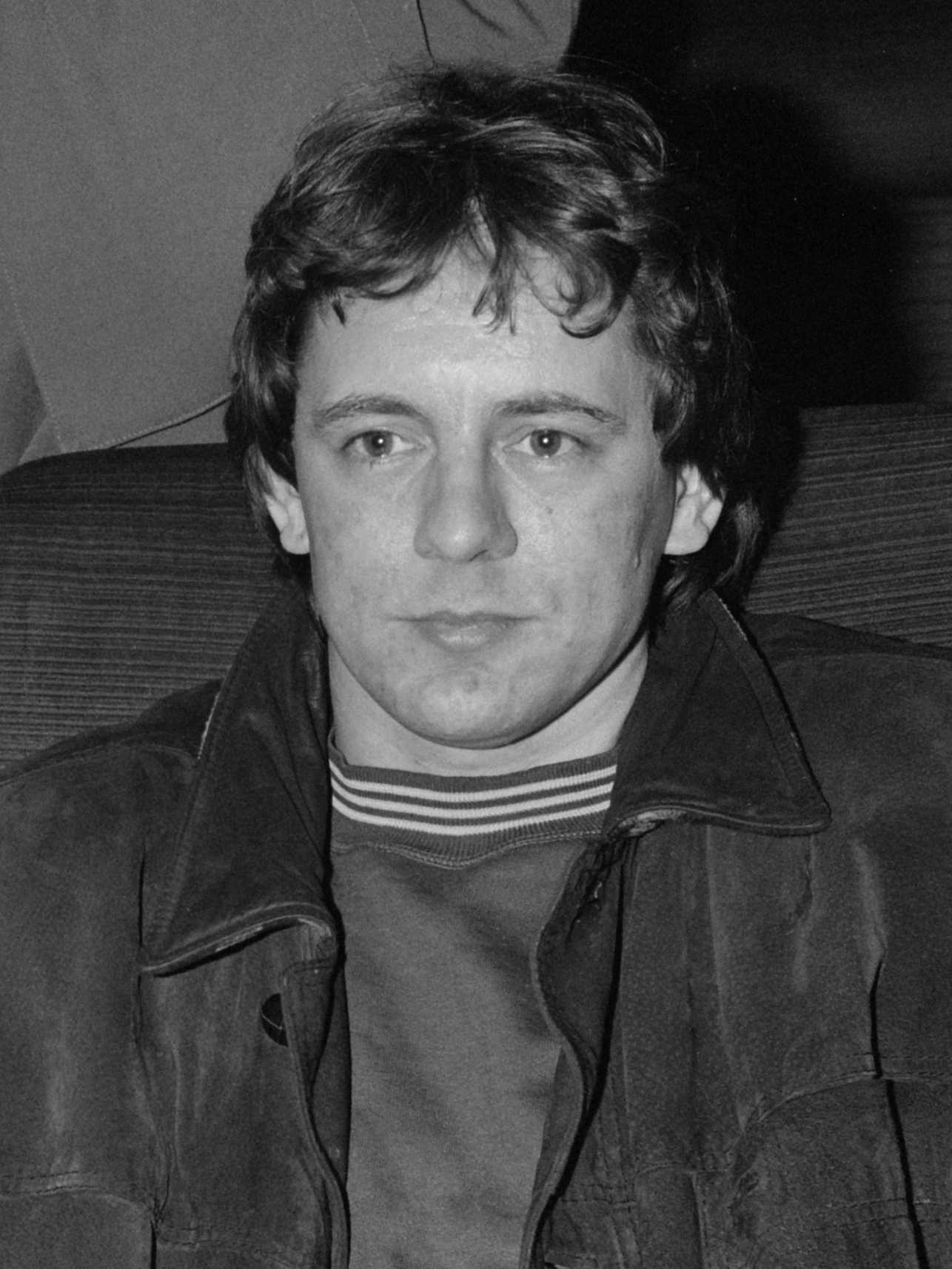
Dick Maas (1988)

Dick Maas (* 15. April 1951 in Heemstede) ist ein niederländischer Regisseur, Produzent, Drehbuchautor und Filmkomponist.

## Leben und Wirken
Im Jahre 1977 schloss Maas sein Filmstudium an der niederländischen Filmakademie in Amsterdam erfolgreich ab. Seinen Abschluss bildeten die zwei Kurzfilme Picknick und Adelbert, die beide vom niederländischen Fernsehen gesendet wurden.
1981 inszenierte er mit Rigor Mortis seinen ersten Spielfilm für das niederländische Fernsehen. Zwei Jahre später schuf er mit Fahrstuhl des Grauens seinen ersten Kinofilm, der allein in den Niederlanden mit mehr als 900.000 Besuchern zum Erfolg wurde und für Maas zu einer Auszeichnung auf dem Festival im französischen Avoriaz führte.
Für die niederländische Rockband Golden Earring drehte Maas 1982 den Videoclip zum Titel Twilight Zone. 1984 gründete er mit Laurens Geels eine Filmproduktionsgesellschaft mit dem Namen First Floor Features. 1992 gewann Maas für seine Zusammenarbeit mit Regisseur und Schauspieler Alex van Warmerdam für den Film Die Noorderlinger den Europäischen Filmpreis „Felix“.
Dick Maas wurde auch in Hollywood aktiv, so inszenierte er 1992 eine Episode der Fernsehserie Die Abenteuer des jungen Indiana Jones und 1999 den Fernsehfilm The Adventures of Young Indiana Jones: Masks of Evil.
Im Jahr 2001 verfilmte er sein Kinodebüt Fahrstuhl des Grauens als Remake unter dem Titel Down neu.
Insgesamt vier Mal gewann Dick Maas das Gouden Kalf auf dem Nederlands Film Festival. Häufig dreht er Filme mit seinem Landsmann Huub Stapel in der Hauptrolle.
Da Maas sowohl Gitarre als auch Klavier spielt, betätigt er sich ebenso als Filmkomponist.

## Filmografie (Auswahl)

### Als Regisseur
- 1983: Fahrstuhl des Grauens (De Lift)
- 1986: Flodder – Eine Familie zum Knutschen (Flodder)
- 1988: Verfluchtes Amsterdam (Amsterdamned)
- 1992: Flodder – Eine Familie zum Knutschen in Manhattan (Flodder in Amerika!)
- 1995: Flodder Forever (Flodder 3)
- 1999: Do Not Disturb
- 2001: Down
- 2007: Killer Babes (Moordwijven – Niemand is perfect)
- 2010: Saint (Sint)
- 2016: Prey (Prooi)

### Als Produzent
- 1986: Abel
- 1990: Hotel zur Unsterblichkeit (Wings of Fame)
- 1990: Die letzte Insel (The Last Island)
- 1992: Die Noorderlinger (Noorderlingen)
- 1995: Lang lebe die Königin (Lang leve de Koningin)
- 1999: Do Not Disturb
- 2001: Down
- 2002: Tom & Thomas

### Als Drehbuchautor
- 1983: Fahrstuhl des Grauens
- 1986: Flodder – Eine Familie zum Knutschen
- 1988: Verfluchtes Amsterdam
- 1992: Flodder – Eine Familie zum Knutschen in Manhattan
- 1999: Do Not Disturb
- 2001: Claim – Der Betrug (Claim)
- 2007: Killer Babes
- 2016: Prey

### Als Filmkomponist
- 1983: Fahrstuhl des Grauens
- 1984: Monster Dog
- 1986: Flodder – Eine Familie zum Knutschen
- 1988: Verfluchtes Amsterdam
- 1992: Flodder – Eine Familie zum Knutschen in Manhattan
- 1999: Do Not Disturb
- 2007: Killer Babes
- 2016: Prey

## Auszeichnungen
- 1981: Auszeichnung auf dem Festival im französischen Avoriaz
- 1992: Europäischer Filmpreis „Felix“ für Die Noorderlinger
- 4 Gouden Kalfs auf dem Nederlands Film Festival